# Sony Ericsson W508
Sony Ericsson W508 är en mobiltelefon som presenterades av Sony Ericsson 2009. Den ingår i Walkman-serien, vilket innebär att den har fått en utformning som ska föra tankarna till en musikspelare. Telefonen är försedd med en kamera på 3,2 megapixel.